# مديرية برط العنان

تعديل مصدري - تعديل

مديرية برط العنان إحدى مديريات محافظة الجوف في اليمن. بلغ عدد سكانها 59463 نسمة عام 2004.